# آرمنیوم
آرمنیوم یا آرمنین شهری در پلاسژوتیس در تسالی باستان بود که بین فریا و لاریسای باستان، نزدیک به دریاچه بوبه‌ایس قرار داشت و گفته می‌شود که زادگاه آرمنوس بود، کسی که به همراه جاسون به آسیا رفت و نام خود را به کشور ارمنستان داد. به‌طور حتم لازم نیست که ذکر شود این داستان، مانند بسیاری دیگر، از شباهت تصادفی نام‌ها به وجود آمده است. گمانه‌زنی‌هایی وجود دارد که این شهر ممکن است همان اورمنین باشد، اما برخی دیگر تردید دارند یا اختلاف نظر دارند.
محل آرمنیوم در نزدیکی محل مدرن پترا قرار دارد.